# Streets of Rage 3
Streets of Rage 3 is een computerspel uit 1994 uitgegeven door Sega. Het beat 'em up-spel is het laatste deel uit de Streets of Rage-serie.
Het spel bevat diverse aanvullingen dan voorgaande delen, zoals een complexer plot, meerdere eindes, langere velden, hogere moeilijkheidsgraad, diepere scenarios, en snellere gameplay. Wapens kunnen vaker hergebruikt worden, en er zijn verborgen karakters in het spel.

## Plot
Na tweemaal te zijn verslagen is Mr. X een onderzoeksbedrijf gestart die als dekmantel dient voor zijn illegale activiteiten. Mr. X wil de stad overnemen en heeft robots ingezet op belangrijke posities. Dr. Zan ontdekt het kwaadaardige plan en roept veteranen Axel, Blaze, Adam en Eddie op om Mr. X en zijn syndicaat voorgoed te stoppen.

## Uitgave
In Japan is Streets of Rage 3 uitgebracht als Bare Knuckle III. Het spel is als verzameling uitgekomen in Sonic Gems Collection voor PS2 en GameCube, en Sonic's Ultimate Mega Drive Collection voor de Xbox en PS3. Ook is Streets of Rage 3 verschenen als Virtual Console-spel voor Wii in 2007.

## Ontvangst
| Naam           | Platform   | Score |
| -------------- | ---------- | ----- |
| Retrogaming.it | Mega Drive | 9     |
| Game Players   | Mega Drive | 9     |
| Mean Machines  | Mega Drive | 8,3   |
| Video Games    | Mega Drive | 7,7   |